# Supercopa d'Espanya de futbol 2008

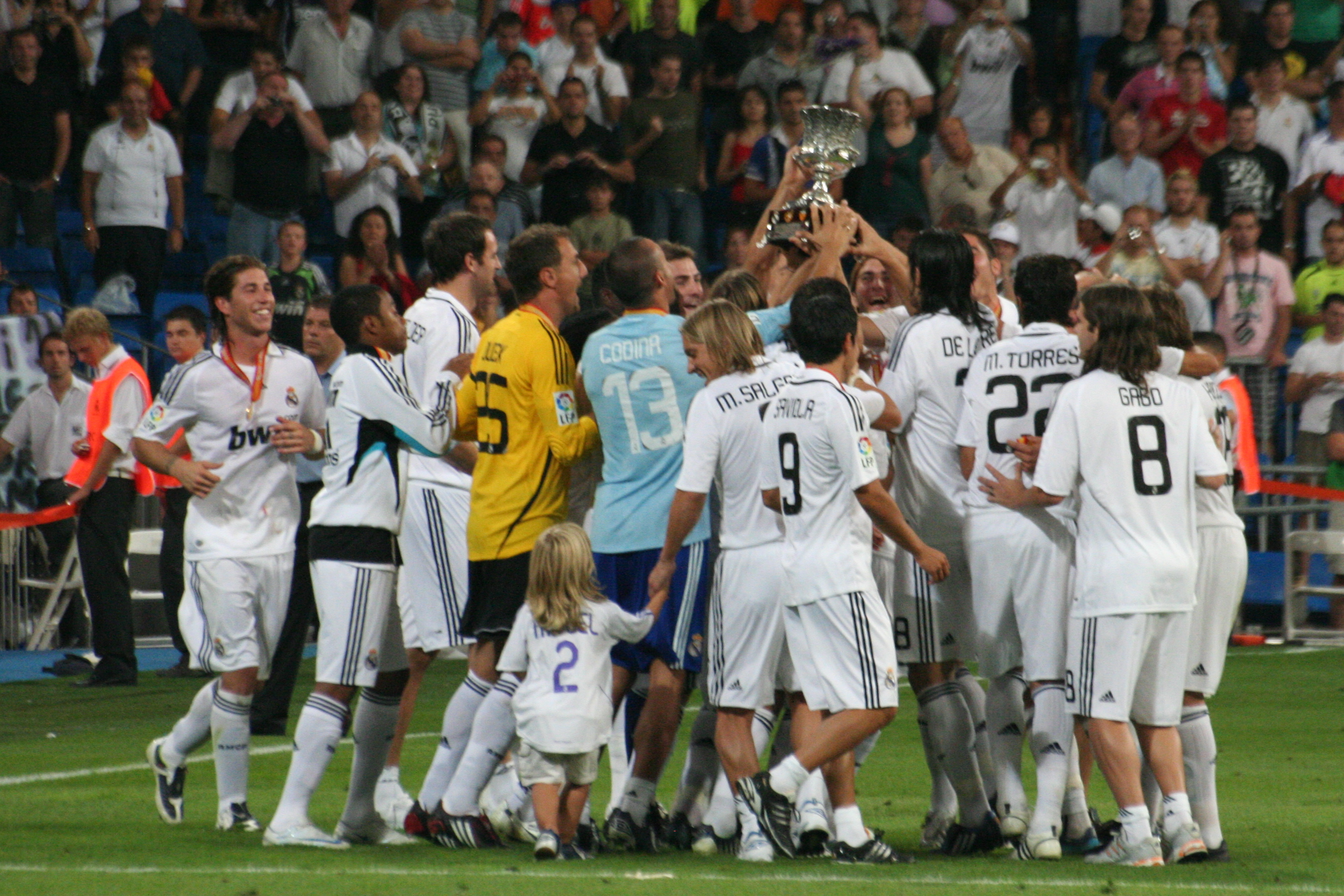
Jugadors del Reial Madrid celebrant el títol, el 2008.

La Supercopa d'Espanya 2008 es va disputar en dos partits (anada i tornada) entre el campió de la Primera divisió espanyola 2007/08 i el campió de la Copa del Rei de futbol 2007-08. Els partits es jugaren el 17 d'agost al camp del València CF com a campió de la Copa del Rei i el 24 d'agost al camp del Reial Madrid com a campió de Lliga. El Reial Madrid guanyà per un marcador acumulat de 6 a 5.

## Partit d'anada
| València CF                    | 3 – 2 | Reial Madrid            |
| ------------------------------ | ----- | ----------------------- |
| Mata 55' Villa 58' Vicente 80' |       | Van Nistelrooy 13', 67' |

| València CF | Reial Madrid |

| València CF: |    |                    |     |     |
|              |    |                    |     |     |
| POR          | 1  | Timo Hildebrand    |     |     |
| DEF          | 23 | Miguel Monteiro    |     |     |
| DEF          | 4  | Raúl Albiol        |     |     |
| DEF          | 20 | Alexis Ruano       |     |     |
| DEF          | 24 | Emiliano Moretti   |     |     |
| MIG          | 8  | Rubén Baraja (c)   |     | 74' |
| MIG          | 6  | David Albelda      | 41' |     |
| MIG          | 17 | Joaquín Sánchez    |     | 64' |
| MIG          | 21 | David Silva        |     |     |
| DAV          | 16 | Juan Mata          |     | 71' |
| DAV          | 7  | David Villa        | 23' |     |
| Substituts:  |    |                    |     |     |
| POR          | 25 | Vicente Guaita     |     |     |
| DEF          | 15 | Iván Helguera      |     |     |
| MIG          | 22 | Edu                |     |     |
| MIG          | 11 | Pablo Hernández    |     | 64' |
| MIG          | 14 | Vicente Rodríguez  |     | 71' |
| MIG          | 12 | Manuel Fernandes   |     | 74' |
| DAV          | 9  | Fernando Morientes |     |     |
| Entrenador:  |    |                    |     |     |
| Unai Emery   |    |                    |     |     |

| Reial Madrid:  |    |                      |     |     |
|                |    |                      |     |     |
|                |    |                      |     |     |
| POR            | 1  | Iker Casillas        |     |     |
| DEF            | 2  | Míchel Salgado       |     | 63' |
| DEF            | 24 | Javi García          | 50' |     |
| DEF            | 16 | Gabriel Heinze       |     |     |
| DEF            | 22 | Miguel Torres        |     |     |
| MIG            | 6  | Mahamadou Diarra     |     |     |
| MIG            | 18 | Rubén de la Red      |     |     |
| MIG            | 19 | Rafael van der Vaart |     |     |
| MIG            | 10 | Robinho              |     | 63' |
| DAV            | 7  | Raúl González (c)    |     | 74' |
| DAV            | 17 | Ruud van Nistelrooy  |     |     |
| Substituts:    |    |                      |     |     |
| POR            | 25 | Jerzy Dudek          |     |     |
| DEF            | 21 | Christoph Metzelder  |     |     |
| DEF            | 4  | Sergio Ramos         |     | 63' |
| MIG            | 14 | Guti                 |     | 74' |
| MIG            | 11 | Arjen Robben         |     | 63' |
| DAV            | 20 | Gonzalo Higuaín      |     |     |
| DAV            | 9  | Javier Saviola       |     |     |
| Entrenador:    |    |                      |     |     |
| Bernd Schuster |    |                      |     |     |

| Jutges de línia: - Jesús Calvo Guadamuro - Luis Alberto Gutiérrez Pérez Quart àrbitre: - Domingo Palomino Núñez |

## Partit de tornada
| Reial Madrid                                                      | 4 – 2 | València CF             |
| ----------------------------------------------------------------- | ----- | ----------------------- |
| van Nistelrooy 50' (p) Sergio Ramos 75' De la Red 85' Higuaín 88' |       | Silva 32' Morientes 89' |

| Reial Madrid | València CF |

| Reial Madrid:  |    |                      |          |     |
|                |    |                      |          |     |
|                |    |                      |          |     |
| POR            | 1  | Iker Casillas        |          |     |
| DEF            | 4  | Sergio Ramos         |          |     |
| DEF            | 3  | Pepe                 |          |     |
| DEF            | 16 | Gabriel Heinze       | 72'      |     |
| DEF            | 22 | Miguel Torres        |          | 63' |
| MIG            | 6  | Mahamadou Diarra     |          |     |
| MIG            | 14 | Guti                 |          | 78' |
| MIG            | 19 | Rafael van der Vaart | 39'      |     |
| MIG            | 11 | Arjen Robben         |          |     |
| DAV            | 7  | Raúl González (c)    |          | 80' |
| DAV            | 17 | Ruud van Nistelrooy  | 53', 72' |     |
| Substituts:    |    |                      |          |     |
| POR            | 25 | Jerzy Dudek          |          |     |
| DEF            | 24 | Javi García          |          |     |
| DEF            | 12 | Marcelo              |          |     |
| MIG            | 15 | Royston Drenthe      |          | 63' |
| MIG            | 18 | Rubén de la Red      |          | 78' |
| DAV            | 10 | Robinho              |          |     |
| DAV            | 20 | Gonzalo Higuaín      |          | 80' |
| Entrenador:    |    |                      |          |     |
| Bernd Schuster |    |                      |          |     |

| València CF: |    |                    |     |     |
|              |    |                    |     |     |
| POR          | 1  | Timo Hildebrand    |     |     |
| DEF          | 23 | Miguel Monteiro    |     |     |
| DEF          | 4  | Raúl Albiol        | 48' | 81' |
| DEF          | 20 | Alexis Ruano       |     |     |
| DEF          | 24 | Emiliano Moretti   |     |     |
| MIG          | 8  | Rubén Baraja       |     |     |
| MIG          | 6  | David Albelda (c)  |     |     |
| MIG          | 17 | Joaquín Sánchez    |     | 67' |
| MIG          | 21 | David Silva        |     |     |
| DAV          | 16 | Juan Mata          |     | 59' |
| DAV          | 7  | David Villa        |     |     |
| Substituts:  |    |                    |     |     |
| POR          | 25 | Vicente Guaita     |     |     |
| DEF          | 15 | Iván Helguera      |     |     |
| MIG          | 22 | Edu                |     |     |
| MIG          | 11 | Pablo Hernández    |     | 67' |
| MIG          | 14 | Vicente Rodríguez  |     | 59' |
| MIG          | 12 | Manuel Fernandes   |     |     |
| DAV          | 9  | Fernando Morientes |     | 81' |
| Entrenador:  |    |                    |     |     |
| Unai Emery   |    |                    |     |     |

| Jutges de línia: - Roberto Díaz Pérez del Palomar - Jon Núñez Fernández Quart àrbitre: - Jesús Rodríguez Cayetano |

|                     |
| Campió Reial Madrid |
| (Vuitè títol)       |